# Sharjah Womens SC
Sharjah Womens SC är en sportklubb från Sharjah, Förenade arabemiraten. Förening har aktivitet i ett stort antal sporter. Laget har vunnit Förenade arabemiratens damvolleybolliga två gånger (2019 och 2024).